# Carex pseudoaxillaris
Carex pseudoaxillaris är en halvgräsart som beskrevs av Karl Carl Richter. Carex pseudoaxillaris ingår i släktet starrar, och familjen halvgräs. Inga underarter finns listade i Catalogue of Life.